# وايتي (فلم 1971)
وايتي (بالألمانية: Whity) فيلم ألماني غربي لعام 1971، من تأليف وإخراج راينر فيرنر فاسبيندر Rainer Werner Fassbinder وبطولة جونتر كوفمان وهانا شيجولا. تم تصوير الفيلم في إسبانيا، وهو عبارة عن ميلودراما على شكل «ويسترن سباجيتي Spaghetti Western»، يتناول بعض الموضوعات المتكررة في أفلام فاسبيندر مثل العائلات المختلة والتنوع الجنسي وصراع الفرد لإيجاد مكان في المجتمع. على الرغم من دخوله في مهرجان برلين
السينمائي الدولي الحادي والعشرين 21st Berlin International Film Festival، لكن لم يتم توزيعه في دور العرض مطلقًا، ولم يتم إصداره على قرص «دي في دي» الا مؤخرًا.

## طاقم التمثيل
- غونثر كوفمان: في دور وايتي

- هانا شيجولا: في دور هانا

- كاترين شاك: في دور كاترين نيكولسون

- هاري باير: في دور ديفي نيكلسون

- يولي لوميل: في دور فرانك نيكلسون

- توماس بلانكو: في دور طبيب مكسيكي مزيف

- ستيفانو كابرياتي: في دور قاضي

- إيلين بيكر: في دور ماربيسا (والدة وايتي)

- مارك سالفج: في دور شريف

- هيلجا بالهاوس: في دور زوجة القاضي

- رون راندل: في دور بنيامين نيكلسون[3]

## أحداث الفيلم
تدور الأحداث في عام 1878 في جنوب غرب الولايات المتحدة. بن نيكلسون هو أغنى مزارع في المنطقة، وهو رجل قاسٍ يبرم صفقات كبيرة، وتتفوق عليه زوجته الثانية كاترين التي لاتتردد في خيانة الزوج. بن نيكلسون له أبناء من الزواج السابق، فرانك المثلي جنسيا وداود البائس والمتخلف بعض الشيء، ويوجد ابن ثالث في المنزل، وُلد من الطباخة السوداء ماربيسا، والذي يعمل كخادم شخصي لنيكلسون، إنه «وايتي». على الرغم من قدراته، فهو يتعرض للإذلال والجلد أحيانًا. يكمن أمله الوحيد في صداقته مع المغنية وفتاة الليل هانا، التي تحصل على وظيفة في الشرق وتعرض أن تأخذه معها، لكنه يقول إنه يجب أن يبقى مع أسرته. يرتب بن لرجل مكسيكي يدعى جارسيا أن يتظاهر بأنه طبيب ويغوي الزوجة كاترين، ويؤكد لها أن بن لن يمض وقت طويل في الحياة فهو مريض وعلى حافة الموت. تنجح المؤامرة، وتستجيب له كاترين، لكن بدلاً من أن يدفع بن ما وعد به، يقوم بقتل جارسيا. عندما يعلم بن أن هانا شاهدت القتل، يدفع لها مقابل صمتها. يحاول كل من الابن فرانك وزوجة أبيه كاترين، حث وايتي على قتل بن، وفي النهاية، وبعد الإذلال المتكرر للشاب وايتي، في منزل يحاول الجميع إغواء أو قتل بعضهم البعض، يقرر وايتي التصرف أخيرًا، وتحثه هانا  على قتل العائلة لتحرير نفسه. يطلق وايتي النار على جميع أبناء نيكولسون ويهرب إلى الصحراء مع هانا، وبمجرد أن تنفذ المياة لديهم، يرقصان معًا بينما تغرب الشمس خلفهم.

## استقبال الفيلم
منح موقع تجميع آراء النقاد «الطماطم الفاسدة» الفيلم تقييم 100%.

## روابط خارجية
- مقالات تستعمل روابط فنية بلا صلة مع ويكي بيانات